# Носовка (Калузька область)
Носовка (рос. Носовка) — присілок в Людиновському районі Калузької області Російської Федерації.
Населення становить 51 особу. Входить до складу муніципального утворення Присілок Ігнатовка.

## Історія
Від 2004 року входить до складу муніципального утворення Присілок Ігнатовка.

## Населення
| 2002 | 2010 |
| ---- | ---- |
| 79   | ↘51  |